# Ruscus
Ruscus és un gènere amb sis espècies pertanyent a la família Ruscaceae, la que fins fa pocs anys era situada dins de Liliaceae àmpliament definida. El gènere és natiu de l'oest i sud d'Europa (Anglaterra), Macaronèsia, nord-oest d'Àfrica, i sud-oest d'Àsia a l'est del Caucas.
Són arbusts perennes que aconsegueixen 1 m d'altura (rarament els 1.2 m). Té les tiges ramificades, tenint tiges semblant a fulles (anomenats filodis) de 2-18 cm de longitud i 1-8 cm d'ample. Les veritables fulles són diminutes i no efectuen la fotosíntesi. Les flors són petites, blanques amb un centre violeta fosc. El fruit és una baya vermella de 5-10 mm de diàmetre.
Així com per llavors, la planta pot estendre's pels rizomes i pot colonitzar grans extensions.

## Taxonomia
- Ruscus aculeatus Europa, Açores.
- Ruscus colchicus Caucas.
- Ruscus hypoglossum Centre i sud-est d'Europa, Turquia
- Ruscus hypophyllum Ibèria, nord d'Àfrica
- Ruscus microglossus Sud d'Europa
- Ruscus streptophyllum Madeira.